# نادي وايتهوك
نادي وايتهوك لكرة القدم (بالإنجليزية: Whitehawk F.C.)‏ هو نادي كرة قدم إنجليزي شبه محترف مقره في وايتهوك، إحدى ضواحي مدينة برايتون وهوف، شرق ساسكس. يلعب النادي حاليًا في دوري البرزخ في القسم الجنوبي الشرقي. ملعب نادي وايتهوك هو الملعب التي تبلغ سعتها 3126، والمعروفة حاليًا لأغراض الرعاية باسم ملعب تييرا بيورا، والتي تقع داخل متنزه إيست برايتون. ألوان الناديالتقليدية للنادي هي الأحمر والأبيض. قبل عام 2010، لم يكن النادي قد لعب أبدًا فوق مستوى دوري المقاطعة، ولكن بعد ثلاث ترقيات في أربعة مواسم، وصل هوكس إلى مؤتمر الجنوب في عام 2013 وكذلك إلى الدور الثاني من كأس الاتحاد الإنجليزي في عام 2015.